# Rommele församling (2023)
Rommele församling är en församling i Väne kontrakt i Skara stift. Församlingen ligger i Trollhättans kommun i Västra Götalands län och utgör ett enförsamlingspastorat.

## Administrativ historik
Församlingen bildades 2023 genom sammanslagning av Upphärads och Fors-Rommele församlingar och utgör ett enförsamlingspastorat.

## Kyrkobyggnader
- Upphärads kyrka
- Fors kyrka
- Rommele kyrka